# Suazi
Suazi es un pueblo de etnia bantú de África austral que habita Suazilandia y las provincias sudafricanas de Kangwane y Kwandebele.
Son un pueblo de agricultores y ganaderos. La sociedad se divide entre aristocracia y gente común, al frente de quienes está un rey divino que ha de pasar, cada año, para mantener fuerte la nación, el incwala, ritual que corresponde a la fiesta de las primicias.
Su idioma es: Idioma suazi.
Por este nombre se conoce también a los súbditos del Reino de Esuatini.
- Datos: Q939691
- Multimedia: Swazi people / Q939691